# Гавриловы
Гавриловы — дворянские роды.
Из множества русских дворянских родов Гавриловых в древнем дворянстве признаны лишь следующие:
- потомки Андрея Гаврилова, верстанного поместьем (1690) и его внука Фёдора Дмитриевича, записанные в VI часть родословной книги Смоленской губернии;
- потомки архиерейского сына боярского Григория Сотикова Гаврилова (1649) и его сыновей: Аггея, Андрея и Тимофея, записанные в VI часть родословных книг Санкт-Петербургской и Олонецкой губерний;
- потомки лейб-кампанца (1741) Ипата Гаврилова.

## История рода
Слиток Леонтьевич служил по Ярославлю и поручился по князю Серебряному (1565). Иван Гаврилов дьяк (1566). Опричниками Ивана Грозного числились: Григорий, Григорий, Денис, Тренка, Андрей, Кузьма, Девятый Гавриловы (1573). В последней четверти XVI столетия Гавриловы служили и владели поместьями в Ряжском, Орловском и Епифанском уездах.
Семёну Гаврилову и его сыну Василию дана грамота Сигизмунда III на вотчину и поместье в Псковском уезде (1610). В Боярской книге записан дьяк Онуфрий Гаврилов (1658). Дьяк Иван Гаврилов воевода в Вологде (1675). В XVII столетии Гавриловы владели поместьями в Московском, Можайском, Старицком, Псковском, Рославльском и Лебедянском уездах.
Аким Михайлович владел населённым имением (1699).

## Описание герба
Щит разделён перпендикулярно на две части, в правой в чёрном поле между тремя серебряными звёздами находится золотое стропило, с означенными на нём тремя горящими гранатами. В левой части в зелёном по золотому перерезанном поле зрелый хлебный колос переменных с полями цветов.
Щит увенчан дворянским шлемом, на котором наложена Лейб-Компании Гренадерская шапка со страусовыми перьями красного и белого цвета, и по сторонам этой шапки видны два чёрные орлиные крыла с тремя на каждом серебряными звёздами. Намёт на щите зелёного и чёрного цвета, подложен серебром и золотом.